# Bernat Soria
Bernat Soria Escoms (ur. 7 maja 1951 w Carlet) – hiszpański naukowiec, lekarz, nauczyciel akademicki i polityk, parlamentarzysta, w latach 2007–2009 minister zdrowia i spraw konsumentów.

## Życiorys
Absolwent medycyny na Universidad de Valencia, z dziedziny tej uzyskał również doktorat. Kształcił się następnie w instytucie chemii biofizycznej w Getyndze prowadzonym przez Towarzystwo Maxa Plancka, a także na University of East Anglia.
Jako naukowiec specjalizował się w zagadnieniach z zakresu medycyny regeneracyjnej. W latach 1986–2005 był profesorem fizjologii na Universidad Miguel Hernández de Elche w prowincji Alicante. Od 2005 do 2007 kierował CABIMER, centrum biologii molekularnej i medycyny regeneracyjnej w Sewilli. Pełnił funkcję przewodniczącego różnych hiszpańskich towarzystw naukowych.
W lipcu 2007 objął urząd ministra zdrowia i spraw konsumentów w pierwszym rządzie José Luisa Zapatero. Pozostał na tym stanowisku również w powołanym w kwietniu 2008 w drugim gabinecie dotychczasowego premiera. Zakończył urzędowanie w kwietniu 2009 w trakcie dokonanej rekonstrukcji gabinetu. W latach 2008–2009 z ramienia Hiszpańskiej Socjalistycznej Partii Robotniczej był posłem do Kongresu Deputowanych IX kadencji.
Powrócił później do działalności naukowej jako profesor medycyny regeneracyjnej na Universidad Pablo de Olavide w Sewilli.
Odznaczony Krzyżem Wielkim Orderu Karola III.